# Объект Хербига — Аро

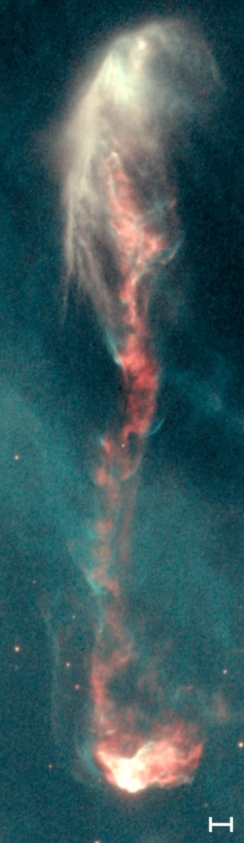
Объект Хербига — Аро HH 47, снимок телескопа Хаббл. Отрезок обозначает расстояние в 1000 астрономических единиц (примерно 30 диаметров Солнечной системы до орбиты Нептуна).

Объекты Хе́рбига — А́ро (англ. Herbig–Haro object) — это небольшие участки туманностей, связанные с молодыми звёздами. Они образуются, когда газ, выброшенный этими звёздами, вступает во взаимодействие с близлежащими облаками газа и пыли на скоростях в несколько сотен километров в секунду. Объекты Хербига — Аро характерны для областей звездообразования; иногда они наблюдаются возле одиночных звёзд — вытянутыми вдоль оси вращения последних.
Объекты Хербига — Аро — вре́менные образования, максимальный срок их жизни — несколько тысяч лет. Они развиваются практически «на глазах»: на снимках, сделанных даже с относительно небольшими интервалами, заметна их высокая скорость проникновения в межзвёздные облака газа прочь от родительской звезды. По наблюдениям телескопа имени Хаббла можно видеть сложную эволюцию этих областей за период всего в несколько лет: в то время как одни части их тускнеют, другие, напротив, делаются ярче, сталкиваясь с комковатой материей межзвёздной среды.
Впервые эти объекты наблюдал Шербёрн Уэсли Бёрнхем в конце XIX века, но они не были выделены как отдельный тип эмиссионных туманностей до 1940-х годов. Первыми астрономами, подробно их изучившими, стали Джордж Хербиг и Гильермо Аро, в честь которых эти образования и были названы. Хербиг и Аро, проводя независимо друг от друга исследования процесса звездообразования, впервые проанализировали эти объекты и поняли, что эти области являются побочным продуктом процесса рождения звёзд.

## Открытие и история наблюдений
Впервые такой объект наблюдал в конце XIX века Ш. Бёрнхем, когда возле звезды T Тельца с помощью 36-дюймового рефрактора в Ликской обсерватории он заметил небольшое туманное облачко. В то время этот объект, позже названный туманностью Бернэма, был каталогизирован всего лишь как эмиссионная туманность, и не был отнесён к отдельному классу астрономических объектов. Однако было установлено, что Т Тельца — очень молодая и переменная звезда, которая не достигла состояния гидростатического равновесия между гравитационным сжатием и выработкой энергии в её недрах. Позже она стала прототипом похожих звёзд.

Схема образования объектов Хербига — Аро.

В течение последующих 50-ти лет после открытия Бёрнхема было найдено несколько похожих туманностей, настолько маленьких, что они были почти не отличимы от звёзд. Аро и Хербиг независимо друг от друга провели ряд наблюдений этих объектов в течение 1940-х годов. Хербиг, изучая туманность Бернэма, установил, что она обладает необычным электромагнитным спектром, с выделяющимися линиями водорода, серы и кислорода; а Аро обнаружил, что все эти объекты невидимы в инфракрасном диапазоне.
Спустя некоторое время Хербиг и Аро встретились на астрономической конференции в Тусоне, штат Аризона. Первоначально Хербиг не сильно интересовался изученными им объектами, сосредоточив внимание на близлежащих звёздах, но результаты наблюдений Аро его заинтересовали, и он решил провести более тщательное исследование этих областей. Советский астроном Виктор Амбарцумян предложил называть их объектами Хербига — Аро. Также, основываясь на том факте, что они наблюдаются возле молодых звёзд, возраст которых не превышает несколько сотен тысяч лет, он выдвинул гипотезу, что они могут представлять собой раннюю стадию образования звёзд типа T Тельца.
Исследования показали, что области Хербига — Аро высокоионизированы, и первоначально возникло предположение, что в них могут содержаться горячие и имеющие низкую светимость звёзды. Однако отсутствие инфракрасного излучения, исходящего от этих туманностей означало, что внутри них не может быть звёзд, так как звёзды излучали бы инфракрасный свет. Позже было высказано ещё одно предположение — что в этих областях могут быть протозвёзды, но оно тоже не подтвердилось. Наконец, стало ясно, что объекты Хербига — Аро образуются из материи, выбрасываемой близлежащими звёздами на ранней стадии их формирования, и сталкивающейся на сверхзвуковой скорости с материей межзвёздной среды, а ударные волны делают эти облака видимыми.
В начале 1980-х наблюдения впервые выявили, что природа этих объектов связана с выбросами вещества. Это привело к пониманию, что выбрасываемая материя, образующая такие туманности, в высокой степени коллимирована (сведена в узкие потоки). В первые несколько сотен тысяч лет своего существования звёзды часто окружены аккреционными дисками, образованными падающим на них (звёзды) газом, а высокая скорость вращения внутренних частей диска приводит к выбросам частично ионизированной плазмы, направленным перпендикулярно к плоскости диска, — так называемым полярным струйным течениям. Когда такие выбросы сталкиваются с веществом из межзвёздной среды, образуются участки яркого излучения, характерные для объектов Хербига — Аро.

## Физические характеристики

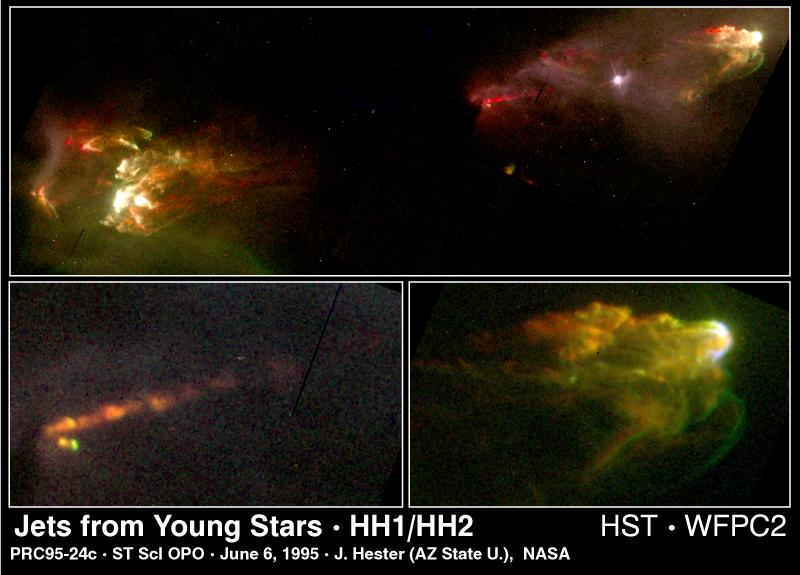
Объекты Хербига — Аро HH 1 и HH 2 расположены на расстоянии около светового года друг от друга симметрично относительно молодой звезды, испускающей вещество вдоль своей полярной оси.

Излучение объектов Хербига — Аро вызвано взаимодействием ударных волн с межзвёздной средой, но их движение довольно замысловато. По доплеровскому смещению определена скорость распространения вещества туманностей — несколько сотен километров в секунду, однако эмиссионные линии в их спектрах слишком слабы для того, чтобы образовываться при столкновениях на таких высоких скоростях. Это означает, вероятно, что материя межзвёздной среды, с которой сталкивается вещество из туманностей, тоже движется по направлению от родительской звезды, хотя и с меньшей скоростью.
Предполагается, что общая масса вещества, из которого состоит типичный объект Хербига — Аро, — порядка 1—20 земных масс, что очень мало по сравнению с массой звёзд. Температура вещества в этих объектах — 8000—12 000 К, примерно такая же, как в других ионизированных туманностях — областях H II и планетарных туманностях. Плотность вещества здесь выше — от нескольких тысяч до десятков тысяч частиц на см³, в то время как для областей H II и планетарных туманностей эта цифра, как правило, менее 1000 частиц/см³. Объекты Хербига — Аро состоят в основном из водорода и гелия, с их соотношением по массе примерно 3:1. Менее чем 1 % массы этих туманностей составляют тяжёлые элементы, обычно их относительное содержание примерно равно тому, что измерено для близлежащих звёзд.
В ближайших к звезде областях ионизировано примерно 20—30 % газа, но эта цифра уменьшается с увеличением расстояния. Это означает, что на ранних стадиях вещество находится в состоянии ионизации, а по мере удаления от звезды процесс рекомбинации преобладает над процессом ионизации (в результате столкновений). Тем не менее, ударные волны на «передовых» границах выброса могут вновь ионизировать некоторое количество вещества, и, как результат этого, мы можем наблюдать в этих местах яркие куполообразные формы.

## Число и распределение
На сегодняшний момент открыто более 400 объектов Хербига — Аро или их групп. Эти объекты характерны для областей H II, в которых происходит активное звездообразование, и даже часто наблюдаются там большими группами. Обычно их можно видеть возле глобул Бока (тёмных туманностей, внутри которых скрыты очень молодые звёзды), причём, часто объекты Хербига — Аро исходят именно из них. Нередко наблюдаются несколько объектов Хербига — Аро возле одного энергетического источника — тогда они выстраиваются в цепочку вдоль оси вращения родительской звезды.
Число известных объектов Хербига — Аро резко возросло за последние несколько лет, но предполагается, что оно всё ещё очень мало по сравнению с их общим количеством в нашей Галактике. По приблизительным оценкам утверждается, что их число может достигать 150 000, но подавляющее большинство из них слишком далеки, чтобы наблюдаться современными астрономическими средствами. Большинство объектов Хербига — Аро лежит в пределах 0,5 парсека от их родительской звезды, и лишь несколько расположены дальше 1 парсека. В единичных случаях можно видеть такую туманность, удалившуюся на несколько парсек от звезды, это означает, возможно, что межзвёздная среда в этом месте имеет низкую плотность, позволяя объекту Хербига — Аро продвинуться дальше перед тем, как он рассеется.

## Собственное движение и изменчивость
Данные спектроскопии указывают на то, что объекты Хербига — Аро удаляются от родительских звёзд со скоростями от 100 до 1000 км/с. В последние годы по снимкам с высоким разрешением с телескопа «Хаббл», сделанным с интервалом в несколько лет, было отмечено собственное движение многих объектов Хербига — Аро. Эти данные позволили также оценить размеры нескольких таких объектов по методу параллакса расширения (см. космическая лестница расстояний).
Удаляясь от звезды, объекты Хербига — Аро значительно видоизменяются, а их яркость изменяется за периоды всего в несколько лет. Отдельные «узелки» туманности могут увеличивать или уменьшать свою яркость, исчезать совсем или появляться «на пустом месте». Эти изменения обусловлены взаимодействием потоков вещества туманности либо с космической средой, либо друг с другом (внутри туманности), если два таких потока движутся с разными скоростями.
Извержение вещества из родительской звезды представляют собой скорее серию выбросов, нежели постоянный поток. Выбросы, будучи сонаправлены, могут иметь разную скорость, и взаимодействия между разными выбросами образуют так называемые «рабочие поверхности», где потоки газов сталкиваются и образуют ударные волны.

## Родительские звёзды

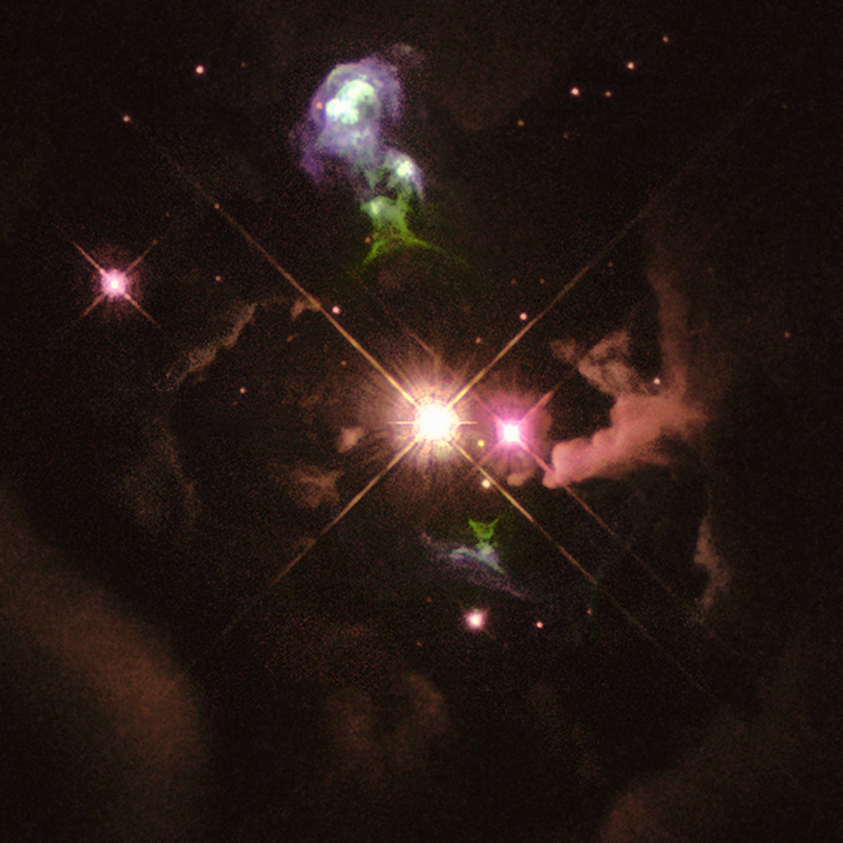
HH 32 — один из ярчайших объектов Хербига — Аро.

Все звёзды, которые ответственны за формирование объектов Хербига — Аро, имеют очень маленький возраст, а самые молодые из них — всё ещё протозвёзды, только зарождающиеся из окружающего газа. Астрономы подразделяют эти звёзды на 4 класса: 0, I, II, III — в зависимости от интенсивности их излучения в инфракрасном диапазоне. Чем сильнее инфракрасное излучение, тем больше холодного вещества окружает звезду, а значит, звезда всё ещё находится на стадии формирования. Такая нумерация классов происходит оттого, что объекты класса 0 (самые молодые) ещё не открыты, в то время как классы I, II и III уже определены.
Звёзды класса 0 имеют возраст всего лишь в несколько тысяч лет — они настолько молоды, что в их недрах ещё не начался ядерный синтез. Вместо этого они подпитываются высвобождением гравитационной потенциальной энергии при падении на них вещества. Термоядерные реакции начинаются в недрах звёзд класса I, но при этом газ и пыль окружающей туманности всё ещё продолжают падать на поверхность звезды. На этой стадии они обычно скрыты в плотных облаках туманности, которая поглощает весь их видимый свет, поэтому такие звёзды видимы только в инфракрасном и радиодиапазоне. Осаждение газа и пыли почти полностью прекращается у звёзд класса II, но на этой стадии они всё ещё окружены аккреционным диском. Наконец, у звёзд класса III диск исчезает, оставляя после себя лишь остаточный след.
Исследования показывают, что около 80 % звёзд, образующих объекты Хербига — Аро — двойные или кратные звёздные системы. Этот процент значительно выше, чем аналогичный показатель для звёзд с низкой массой из главной последовательности. Это может означать, что у двойных систем есть больший шанс сформировать объект Хербига — Аро, и есть свидетельства, что самые большие такие объекты образуются при распаде кратных систем. Считается, что большинство звёзд образуют кратные системы, но значительная часть из них из-за гравитационных взаимодействий с близкими звёздами и плотными облаками газа распадается перед тем, как они достигают главной последовательности.

## Инфракрасные «двойники»

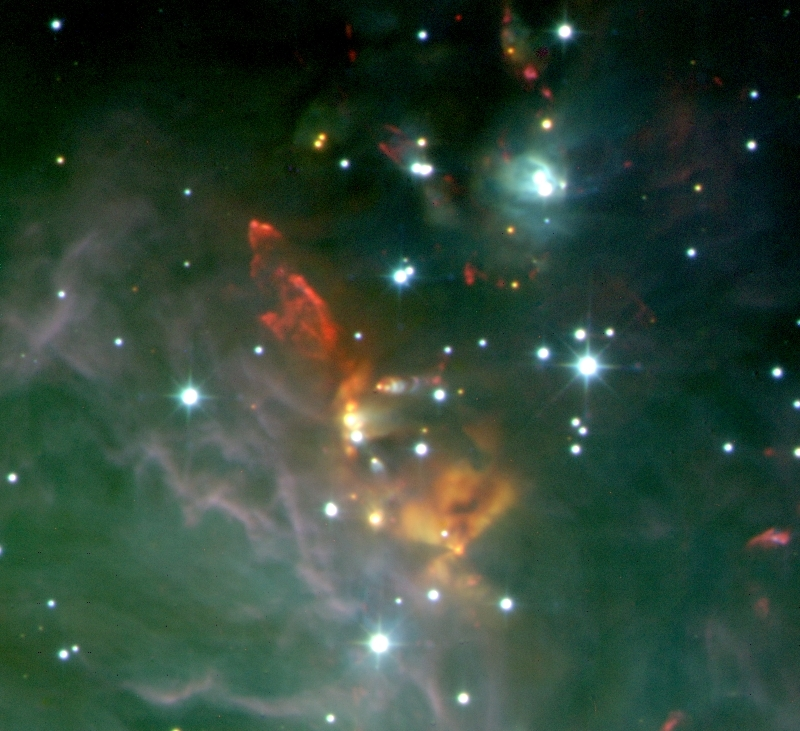
Инфракрасное изображение молекулярных головных ударных волн от биполярных потоков газа в Орионе.

Объекты Хербига — Аро, принадлежащие очень молодым звёздам, либо очень массивным протозвёздам, часто скрыты от наблюдения в видимом диапазоне облаками газа и пыли, из которых эти звёзды образуются. Это окружающее тёмное вещество может ослаблять видимый свет в десятки, а то и сотни раз. Столь скрытые объекты можно наблюдать только в инфракрасном и радиодиапазонах, исследуя спектральные компоненты, соответствующие раскалённому молекулярному водороду (H2) или горячему моноксиду углерода (CO).
В последние годы ИК-снимки выявили десятки примеров «инфракрасных объектов Хербига — Аро». Большинство из них имеют форму волн, расходящихся от носа (головы) лодки, поэтому такие образования обычно называются молекулярными головными ударными волнами (англ. bow shocks). Как и объекты Хербига — Аро, эти сверхзвуковые ударные волны происходят от коллимированных потоков вещества с обоих полюсов протозвезды. Они буквально сметают, или «увлекают», плотный окружающий молекулярный газ за собой, образуя постоянный поток вещества, который называется биполярным потоком газа. Инфракрасные ударные волны имеют скорость в несколько сотен километров в секунду и нагревают газ до сотен или даже тысяч кельвинов. Вследствие того, что эти объекты связаны с самыми молодыми звёздами, у которых аккреция особенно сильна, инфракрасные ударные волны порождаются более мощными полярными течениями, чем их видимые «коллеги».
Физика инфракрасных ударных волн в основном аналогична той, что наблюдается в объектах Хербига — Аро; это и понятно, так как эти объекты по большей части одинаковы. Разница здесь только в параметрах, присущим полярным течениям и окружающему веществу: ударные волны заставляют в одном случае атомы и ионы излучать в видимом свете, а в другом — уже молекулы — в инфракрасном диапазоне.